# Хонерат
Хонерат (нем. Honerath) — община в Германии, в земле Рейнланд-Пфальц. 
Входит в состав района Арвайлер. Подчиняется управлению Аденау.  Население составляет 213 человек (на 31 декабря 2010 года). Занимает площадь 2,01 км².